# Казе Бранка (Терни)
Казе Бранка је насеље у Италији у округу Терни, региону Умбрија.
Према процени из 2011. у насељу је живело 13 становника. Насеље се налази на надморској висини од 430 м.